# Dolhuisgracht

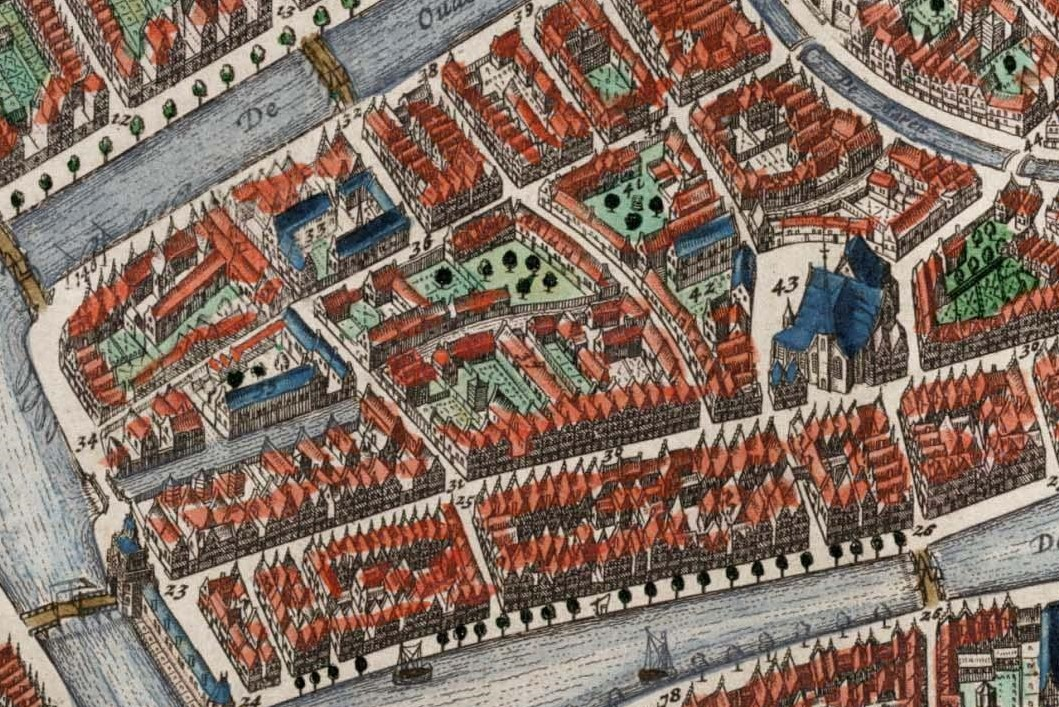
Detail van een kaart van Leiden door Joan Blaeu uit 1649. Midden rechts de Vrouwenkerk, waar de Dolhuisgracht achterlangs slingert

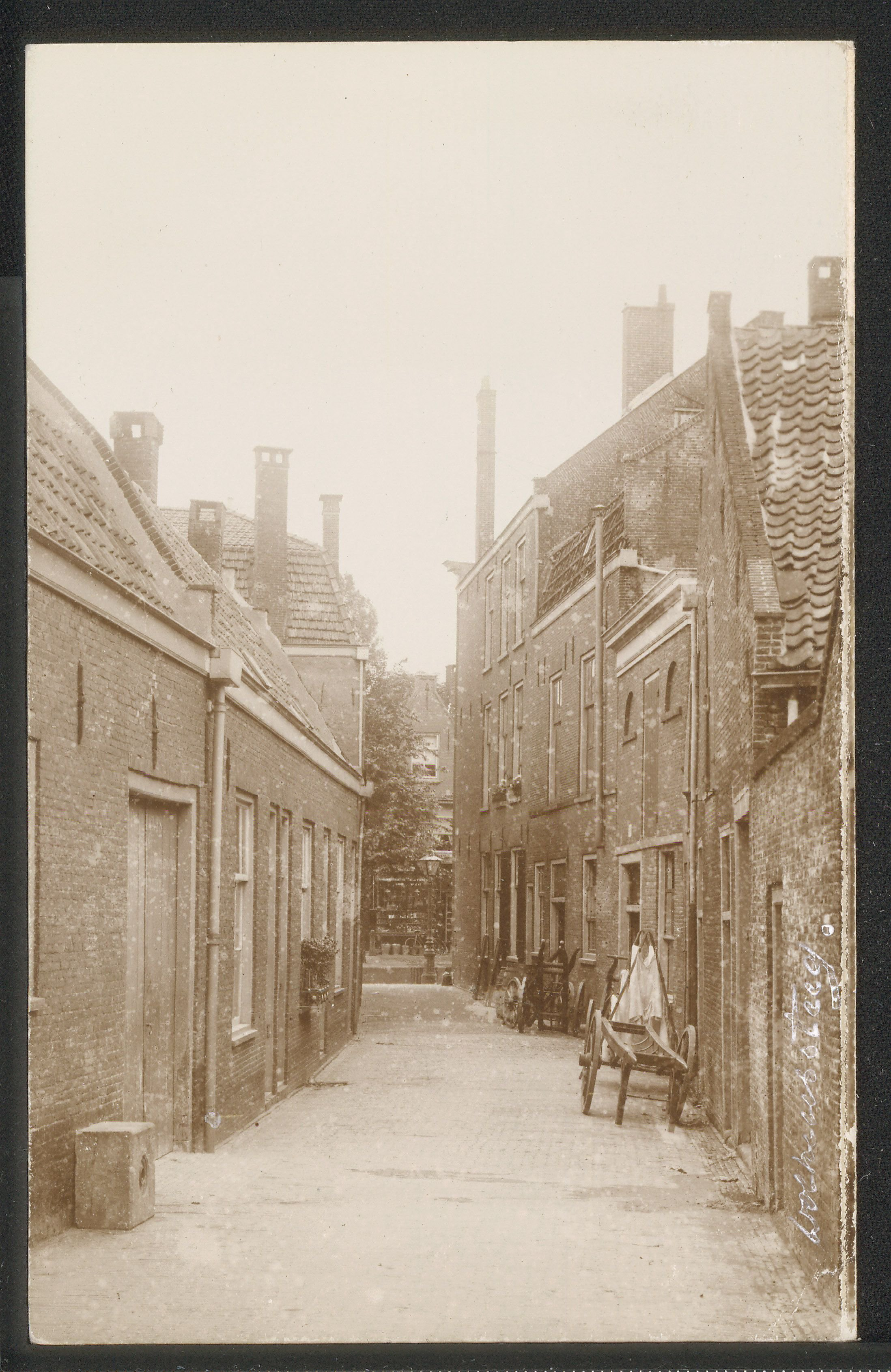
De Dolhuissteeg rond 1900

De Dolhuisgracht is een voormalige gracht in de Nederlandse stad Leiden. De gracht liep van de Lange Mare naar de Turfmarkt, ongeveer halverwege en parallel aan de Oude Vest en de Rijn.
De Dolhuisgracht dateert van de stadsuitbreiding van 1346 en ze werd in 1670 overkluisd. De gracht heette aanvankelijk de Achtergracht of Vrouwenachtergracht, maar werd later vernoemd naar het pest- en dolhuis van de stad, dat eind zestiende eeuw werd gevestigd in het voormalige Sint Caeciliaklooster.
Bij rioleringswerkzaamheden in 1982 werden nog delen van de overkluizing aangetroffen. Aan weerszijden daarvan bevonden zich nevenriooltjes, hetgeen erop wijst dat de gracht na de overkluizing als riool moet hebben gediend. In het riool werden tal van vondsten gedaan, zoals lakenloodjes, munten, messen en sloten. Anno 2018 is van het tracé van de gracht weinig meer te herkennen, behalve het eerste stuk vanaf de Lange Mare, dat Dolhuissteeg heet.